# إميليو إيزاغويره
إميليو أرتورو إزاغوير غيرون (بالإسبانية: Emilio Izaguirre) (مواليد 10 مايو 1986 في تيجوسي جالبا) لاعب كرة قدم هندوراسي لعب سابقاً لصالح نادي سلتيك ونادي الفيحاء السعودي . .

## روابط خارجية
- إميليو إيزاغويره على موقع الاتحاد الدولي (مؤرشف)  (الإنجليزية)
- إميليو إيزاغويره على موقع إي إس بي إن إف سي (الإنجليزية)
- إميليو إيزاغويره على موقع قاعدة بيانات كرة القدم.إي يو (الإنجليزية)
- إميليو إيزاغويره على موقع ناشيونال فوتبول تيمز (الإنجليزية)
- إميليو إيزاغويره على موقع Soccerbase.com (لاعب) (الإنجليزية)
- إميليو إيزاغويره على موقع Soccerway.com (الإنجليزية)
- إميليو إيزاغويره على موقع عالم كرة القدم.نت (الإنجليزية)
- إميليو إيزاغويره على موقع كووورة
- إميليو إيزاغويره على موقع AS.com (الإسبانية)